# EMID2
EMID2‏ (Collagen type XXVI alpha 1 chain) هوَ بروتين يُشَفر بواسطة جين EMID2 في الإنسان.